# Киришская ГРЭС
Киришская ГРЭС (официально — Филиал ПАО «ОГК-2» — Киришская ГРЭС) — крупнейшая тепловая электростанция ОЭС Северо-Запада. Расположена в городе Кириши Ленинградской области, на реке Волхов, в 150 км на юго-восток от города Санкт-Петербург.

## Собственники и руководство
С 1 ноября 2011 года предприятие является филиалом ПАО «ОГК-2», ранее входило в состав ОАО «ОГК-6» (присоединено к ПАО «ОГК-2»).
Директор предприятия:
- Борис Вайнзихер[3] (2001—2004)
- Леонид Шестериков (2005—апрель 2008 года)
- Юрий Андреев (с мая 2008 года, перешёл с поста директора Череповецкой ГРЭС)

## Общие сведения
Установленная электрическая мощность ГРЭС на конец 2013 года составляет 2595 МВт (в том числе 300 МВт — теплофикационная часть), тепловая — 1234 Гкал/ч.
Проектным видом топлива являлся мазут, впоследствии энергетические и водогрейные котлы были переведены на сжигание природного газа. В настоящий момент мазут является резервным и растопочным топливом.
Оборудование Киришской ГРЭС приспособлено к быстрому набору нагрузки в период дефицита мощности в системе, а также к её быстрому сбросу в периоды системного избытка мощности, что позволяет станции принимать участие в системном регулировании.
ГРЭС обеспечивает теплоснабжение и горячее водоснабжение города Кириши, а также снабжает тепловой энергией предприятия промышленного, строительного и сельскохозяйственного профиля. Киришская ГРЭС поставляет более 43 % теплоты от общего объёма, реализуемого станциями ОАО «ОГК-2».
|                                                                      | 2009  | 2010  | 2011  | 2012  | 2013  | 2014  | 2015  | 2016  | 2017  |
| -------------------------------------------------------------------- | ----- | ----- | ----- | ----- | ----- | ----- | ----- | ----- | ----- |
| Установленная электрическая мощность на конец года, МВт              | 2 100 | 2 100 | 2 100 | 2 595 | 2 595 | 2 595 | 2 595 | 2 595 | 2 595 |
| Выработка электроэнергии, млн кВт⋅ч                                  | 4 956 | 6 779 | 5 640 | 5 988 | 7 429 | 5 795 | 4 406 | 5 333 | 3 511 |
| КИУМ, %                                                              | 27    | 36,9  | 30,7  | 26,8  | 33    | 25    | 19    | 23    | 15    |
| Удельный расход условного топлива на отпуск электроэнергии, г⁄ кВт⋅ч | 350   | 342,7 | 340,1 | 298,4 | 270   | 265,3 | 265,1 | 271   |       |
| Установленная тепловая мощность на конец года, Гкал/ч                | 1 234 | 1 234 | 1 234 | 1 234 | 1 234 | 1 234 | 1 234 | 1 234 | 1 234 |
| Отпуск тепловой энергии, тыс. Гкал                                   | 2 648 | 2 635 | 2 604 | 2 691 | 3 078 | 3 103 | 2 765 | 2 797 | 2 747 |

Модернизация ГРЭС позволила существенно снизить удельный расход условного топлива на отпуск электрической энергии с 340 г⁄ кВт⋅ч в среднем по 2011 году до 270 г⁄ кВт⋅ч в 2013 году.

## Конденсационная электростанция (КЭС)
КЭС Киришской ГРЭС ориентирована в основном на поставки электрической энергии и мощности на оптовый рынок электроэнергии (в энергосистему), а также используется для системного регулирования в ОЭС Северо-Запада. Конденсационная часть Киришской ГРЭС состоит из шести энергоблоков мощностью 300 МВт каждый. Три из них представляют дубль-блоки турбин К-300-240 ЛМЗ с котлами ТГМП-114), три — моноблоки турбин этого типа с котлами ТГМП-324А и ТГМП-324.
На энергоблоках № 1,2,4,5 установлены турбопитательные насосы типа СВПТ-340-1000 ЛМЗ, на энергоблоке № 6 — типа ПН-1135-340 и на блоке № 3 — ПТН-1150-340-М.
До июня 2004 года в котлах сжигался только мазут марки М-100. 7 июня 2004 года был осуществлён пуск на природном газе блока № 3. 16 марта 2004 года блок № 6 переведён на сжигание газового топлива, газификация КЭС была завершена. В конце 2011 года блок № 6 был включён в состав ПГУ-800 с увеличением его мощности на 500 МВт.

### Теплоэлектроцентраль (ТЭЦ)
ТЭЦ ориентирована на поставки энергоресурсов в основном на локальный рынок и предназначена для обеспечения электрической и тепловой энергией Киришской промзоны и города Кириши. На теплофикационной части установлено 6 котлоагрегатов типа ТГМ-84 паропроизводительностью по 420 т/час, турбоагрегаты типа: ПТ-50-130/7 (2 ед.), ПТ-60-130/13 (2 ед.), Р-50-130 (2 ед.) с генераторами типа ТВФ-60-2, 2 пиковых водогрейных котла типа КВГМ-100. Параметры теплофикационного оборудования: давление — 130 кг/см2, температура — 545 С. Суммарная мощность турбоагрегатов — 300 МВт.

## История
Строительство ТЭС было начато в 1961 году, после постановления Совета Министров РСФСР № 1543 от 26 декабря, того же года, «Об утверждении проектного задания на строительство Киришской ГРЭС», ввод в строй первой очереди теплофикационной части ГРЭС произошёл 2 октября 1965 года. Дальнейшее развитие станции:
- 1966 год — ввод в строй 2-го и 3-го котлоагрегатов ТЭЦ, каждый производительностью 420 т/час пара, и второй турбины теплофикационной части мощностью 60 МВт (тип ПТ-60-130/13);
- 1967 год — ввод в эксплуатацию турбины № 3 мощностью 50 МВт типа ПТ-50-130/7 и завершение строительства 1-й очереди ТЭЦ, начато строительство главного корпуса конденсационной части ГРЭС;
- 1969 год — ввод 1-го энергоблока мощностью 300 МВт на конденсационной части ГРЭС;
- 1970 год — введён 2-й блок мощностью 300 МВт;
- 1970 год — введён 3-й блок мощностью 300 МВт, что завершенило ввод в эксплуатацию энергоблоков с 2-корпусными котлоагрегатами;
- 1971 год — введён 4-й энергоблок мощностью 300 МВт второй очереди, для него впервые в отечественной энергетике использовался головной однокорпусный газоплотный котлоагрегат под наддувом[неизвестный термин];
- 1973 год — ввод в эксплуатацию 5-го блока 300 МВт второй очереди;
- 1974 год — ввод в эксплуатацию котлоагрегата № 4 ТЭЦ и его турбины, мощностью 60 МВт;
- 1975 год — введён 6-й блок мощностью 300 МВт;
- 1976 год — ввод 5-го котлоагрегата производительностью 420 т/час пара и 5-й турбины мощностью 50 МВт;
- 1979 год — ввод в эксплуатацию турбины типа Р-50-130, мощность Киришской ГРЭС достигла 2120 МВт;
- 1983 год — введён в эксплуатацию 6-й котлоагрегат производительностью 420 т/час пара;

В советское время ГРЭС осуществляла шефскую помощь школе № 2 города Кириши.
- 1999 год — введён в эксплуатацию пусковой комплекс № 1 по переводу блоков № 3 и 4 на сжигание газового топлива;
- 2001 год — на сжигание природного газа переведён блок № 5;
- 2001 год — блок № 2 переведён на сжигание природного газа;
- 2002 год — РАО «ЕЭС России» было принято решение о выводе Киришской ГРЭС на ФОРЭМ;
- 2002 год — председателем правления РАО «ЕЭС России» А. Б. Чубайсом принято решение об учреждении ОАО «Киришская ГРЭС», в этом же году ТЭС зарегистрирована в ЕГРЮЛ;
- 2003—2004 гг — ОАО «Киришская ГРЭС» вышло на ФОРЭМ, 1, 2, и 3-6 блоки ТЭС переведены на сжигание природного газа;
- 2005 год — ОАО «Киришская ГРЭС» включена в состав ОАО «ОГК-6», сразу после образования этой компании, ГРЭС передало полномочия единоличного исполнительного органа управляющей организации ОАО «ОГК-6»;
- 2006 год — ОГК-6 и КИНЕФ заключили предварительный договор о присоединении строящегося завода глубокой переработки нефти ООО «КИНЕФ» к мощностям Киришской ГРЭС, строительство ПГУ-800 на Киришской ГРЭС включено в перечень приоритетных проектов ОЭС Северо-Запада. В качестве газовых турбин выбраны SGT-5-4000F производства Siemens, которые должны быть установлены на блоке № 6, что увеличит его общую мощность на 500 МВт до 800 МВт. Две компании заявили о готовности к сотрудничеству в сфере долгосрочного сервисного обслуживания будущего оборудования. Двусторонний протокол о намерениях по стратегическому сотрудничеству подписали директор ОГК-6 Валентин Санько и главный исполнительный директор сектора энергетики, член правления «Сименс АГ» Вольфганг Деен. Компании договорились совместно проводить исследовательские работы по изучению технических возможностей по модернизации и увеличения мощности паровых турбин на объектах ОГК-6. Для этого с Siemens была достигнута договорённость по обучению персонала ОГК-6 современным методикам модернизации и реконструкции оборудования[15].
- 2011 год — запуск оборудования ПГУ-800 в эксплуатацию был запланирован на IV квартал 2011 года, в июле 2011 года произошло его подсоединение к сети для пусконаладочных работ[12][15]. В ноябре того же года Киришская ГРЭС вошла в состав ОАО ОГК-2 в результате поглощения этой компанией прежнего владельца ТЭС[16][17].
- 2012 год — 23 марта ввод в эксплуатацию парогазового энергоблока ПГУ-800 Киришской ГРЭС. В торжественных мероприятиях, посвящённых вводу энергоблока, приняли участие Председатель Правительства РФ Владимир Путин, Председатель Правления ОАО «Газпром» Алексей Миллер[18].

### Энергоблок ПГУ-800
По состоянию на 2011 год, парогазовый энергоблок ПГУ-800 Киришской ГРЭС являлся самым мощным блоком этого типа в РФ. В основу работы блока положен цикл трёх давлений, позволяющий (согласно проекту) достичь электрического КПД 55,5 % (КПД существующего парового цикла 34,8 %).
По проекту проведена надстройка существующей паровой турбины шестого блока Киришской ГРЭС мощностью 300 МВт двумя газовыми турбинами мощностью по 279 МВт каждая с двумя котлами-утилизаторами барабанного типа. На существующей паровой турбине шестого энергоблока проведена реконструкция с учётом её использования в составе парогазовой установки (ПГУ). При работе в составе ПГУ установленная мощность паровой турбины составляет около 260 МВт.
Парогазовая установка состоит из паровой турбины К-245-13,3 мощностью 240 МВт, двух газовых турбин SGT5-4000F мощностью 279 МВт каждая с двумя котлами-утилизаторами П-132.

### Интересный факт

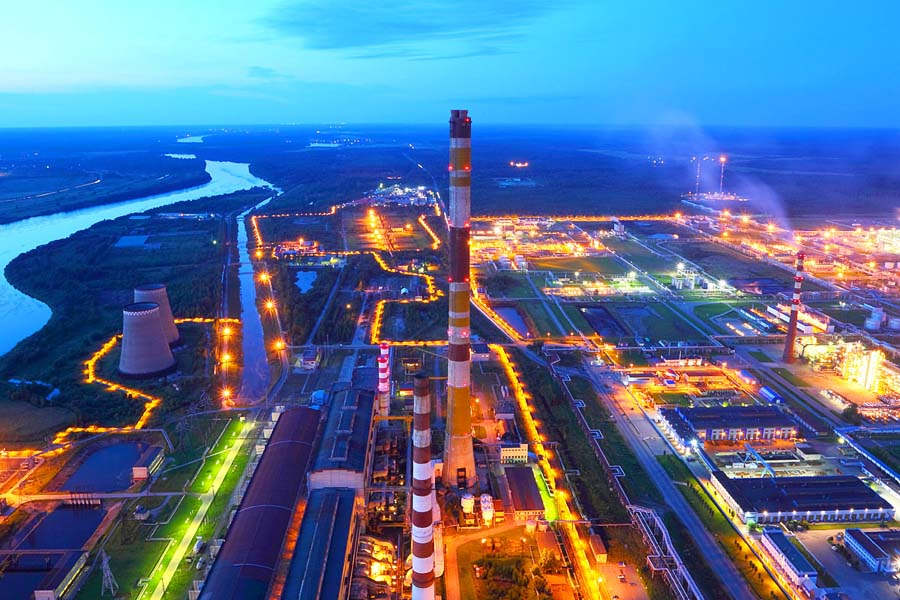
Киришская ГРЭС. Ночной вид сверху с дымовой трубы 320 м

Две дымовые трубы Киришской ГРЭС имеют высоту по 320 м каждая, являясь самыми высокими точками Ленинградской области, сравнимыми по высоте с Санкт-Петербургской телебашней. Эти трубы являются не классическими дымовыми трубами, а несущими каркасами: внутри них смонтированы металлоконструкции, в которые встроены металлические дымовые трубы. Они были построены в 1984 и 1986 гг.

## Перечень основного оборудования
| Агрегат                                                    | Тип                                             | Изготовитель                                     | Количество | Ввод в эксплуатацию | Основные характеристики | Основные характеристики | Источники     |
| Агрегат                                                    | Тип                                             | Изготовитель                                     | Количество | Ввод в эксплуатацию | Параметр                | Значение                | Источники     |
| ---------------------------------------------------------- | ----------------------------------------------- | ------------------------------------------------ | ---------- | ------------------- | ----------------------- | ----------------------- | ------------- |
| Оборудование паротурбинных установок КЭС (энергоблоки 1—5) |                                                 |                                                  |            |                     |                         |                         |               |
| Паровой котёл                                              | ТГМП-114                                        | Таганрогский котельный завод «Красный котельщик» | 6          | 1969 г. 1970 г.     | Топливо                 | газ, мазут              | [ 21 ]        |
| Паровой котёл                                              | ТГМП-114                                        | Таганрогский котельный завод «Красный котельщик» | 6          | 1969 г. 1970 г.     | Производительность      | 500 т/ч                 | [ 21 ]        |
| Паровой котёл                                              | ТГМП-114                                        | Таганрогский котельный завод «Красный котельщик» | 6          | 1969 г. 1970 г.     | Параметры пара          | 255 кгс/см2, 545 °С     | [ 21 ]        |
| Паровой котёл                                              | ТГМП-324 ТГМП-324А                              | Таганрогский котельный завод «Красный котельщик» | 2          | 1971 г. 1973 г.     | Топливо                 | газ, мазут              | [ 21 ]        |
| Паровой котёл                                              | ТГМП-324 ТГМП-324А                              | Таганрогский котельный завод «Красный котельщик» | 2          | 1971 г. 1973 г.     | Производительность      | 1000 т/ч                | [ 21 ]        |
| Паровой котёл                                              | ТГМП-324 ТГМП-324А                              | Таганрогский котельный завод «Красный котельщик» | 2          | 1971 г. 1973 г.     | Параметры пара          | 255 кгс/см2, 535 °С     | [ 21 ]        |
| Паровая турбина                                            | К-300-240-1                                     | Ленинградский металлический завод                | 5          | 1969—1973 г.        | Установленная мощность  | 300 МВт                 | [ 21 ] [ 22 ] |
| Паровая турбина                                            | К-300-240-1                                     | Ленинградский металлический завод                | 5          | 1969—1973 г.        | Тепловая нагрузка       | 0 Гкал/ч                | [ 21 ] [ 22 ] |
| Паровая турбина                                            | К-300-240-1                                     | Ленинградский металлический завод                | 5          | 1969—1973 г.        | Параметры пара          | 240 кгс/см2, 540 °С     | [ 21 ] [ 22 ] |
| Оборудование парогазовой установки ПГУ-800 (энергоблок 6)  |                                                 |                                                  |            |                     |                         |                         |               |
| Газовая турбина                                            | SGT5-4000F                                      | Siemens                                          | 2          | 2012 г.             | Топливо                 | газ                     | [ 21 ] [ 23 ] |
| Газовая турбина                                            | SGT5-4000F                                      | Siemens                                          | 2          | 2012 г.             | Установленная мощность  | 285 МВт, 279 МВт        | [ 21 ] [ 23 ] |
| Газовая турбина                                            | SGT5-4000F                                      | Siemens                                          | 2          | 2012 г.             | tвыхлопа                | 579 °C                  | [ 21 ] [ 23 ] |
| Котёл-утилизатор                                           | П-132 (Eп-258/310/35-15,0/314/0,44-540/535/263) | «Белэнергомаш – БЗЭМ»                            | 2          | 2012 г.             | Производительность      | 258 т/ч                 | [ 21 ]        |
| Котёл-утилизатор                                           | П-132 (Eп-258/310/35-15,0/314/0,44-540/535/263) | «Белэнергомаш – БЗЭМ»                            | 2          | 2012 г.             | Параметры пара          | 15,0 МПа, 540 °С        | [ 21 ]        |
| Котёл-утилизатор                                           | П-132 (Eп-258/310/35-15,0/314/0,44-540/535/263) | «Белэнергомаш – БЗЭМ»                            | 2          | 2012 г.             | Тепловая мощность       | 0 Гкал/ч                | [ 21 ]        |
| Паровая турбина                                            | К-245-13,3                                      | Ленинградский металлический завод                | 1          | 1975 г.             | Установленная мощность  | 231 МВт                 | [ 21 ]        |
| Паровая турбина                                            | К-245-13,3                                      | Ленинградский металлический завод                | 1          | 1975 г.             | Тепловая нагрузка       | 0 Гкал/ч                | [ 21 ]        |
| Паровая турбина                                            | К-245-13,3                                      | Ленинградский металлический завод                | 1          | 1975 г.             | Параметры пара          | — кгс/см2, — °С         | [ 21 ]        |
| Оборудование паротурбинных установок ТЭЦ                   |                                                 |                                                  |            |                     |                         |                         |               |
| Паровой котёл                                              | ТГМ-84 ТГМ-84А ТГМ-84Б                          | Таганрогский котельный завод «Красный котельщик» | 6          | 1965—1983 г.        | Топливо                 | газ, мазут              | [ 21 ]        |
| Паровой котёл                                              | ТГМ-84 ТГМ-84А ТГМ-84Б                          | Таганрогский котельный завод «Красный котельщик» | 6          | 1965—1983 г.        | Производительность      | 420 т/ч                 | [ 21 ]        |
| Паровой котёл                                              | ТГМ-84 ТГМ-84А ТГМ-84Б                          | Таганрогский котельный завод «Красный котельщик» | 6          | 1965—1983 г.        | Параметры пара          | 140 кгс/см2, 550 °С     | [ 21 ]        |
| Паровая турбина                                            | ПТ-50-130/7                                     | Уральский турбомоторный завод                    | 2          | 1965 г. 1967 г.     | Установленная мощность  | 50 МВт                  | [ 21 ]        |
| Паровая турбина                                            | ПТ-50-130/7                                     | Уральский турбомоторный завод                    | 2          | 1965 г. 1967 г.     | Тепловая нагрузка       | 110 Гкал/ч              | [ 21 ]        |
| Паровая турбина                                            | ПТ-50-130/7                                     | Уральский турбомоторный завод                    | 2          | 1965 г. 1967 г.     | Параметры пара          | 130 кгс/см2, 545 °С     | [ 21 ]        |
| Паровая турбина                                            | ПТ-60-130/13                                    | Ленинградский металлический завод                | 2          | 1966 г. 1975 г.     | Установленная мощность  | 60 МВт                  | [ 21 ]        |
| Паровая турбина                                            | ПТ-60-130/13                                    | Ленинградский металлический завод                | 2          | 1966 г. 1975 г.     | Тепловая нагрузка       | 139 Гкал/ч              | [ 21 ]        |
| Паровая турбина                                            | ПТ-60-130/13                                    | Ленинградский металлический завод                | 2          | 1966 г. 1975 г.     | Параметры пара          | 130 кгс/см2, 545 °С     | [ 21 ]        |
| Паровая турбина                                            | Р-40-130/13 Р-40-130/19                         | Ленинградский металлический завод                | 2          | 1976 г. 1979 г.     | Установленная мощность  | 40 МВт                  | [ 21 ]        |
| Паровая турбина                                            | Р-40-130/13 Р-40-130/19                         | Ленинградский металлический завод                | 2          | 1976 г. 1979 г.     | Тепловая нагрузка       | 164 Гкал/ч              | [ 21 ]        |
| Паровая турбина                                            | Р-40-130/13 Р-40-130/19                         | Ленинградский металлический завод                | 2          | 1976 г. 1979 г.     | Параметры пара          | 130 кгс/см2, 545 °С     | [ 21 ]        |
| Водогрейное оборудование ТЭЦ                               |                                                 |                                                  |            |                     |                         |                         |               |
| Водогрейный котёл                                          | КВГМ-100                                        | Дорогобужский котельный завод                    | 2          | 1982 г. 1987 г.     | Топливо                 | мазут                   | [ 21 ]        |
| Водогрейный котёл                                          | КВГМ-100                                        | Дорогобужский котельный завод                    | 2          | 1982 г. 1987 г.     | Тепловая мощность       | 100 Гкал/ч              | [ 21 ]        |